# Karusel (soustruh)

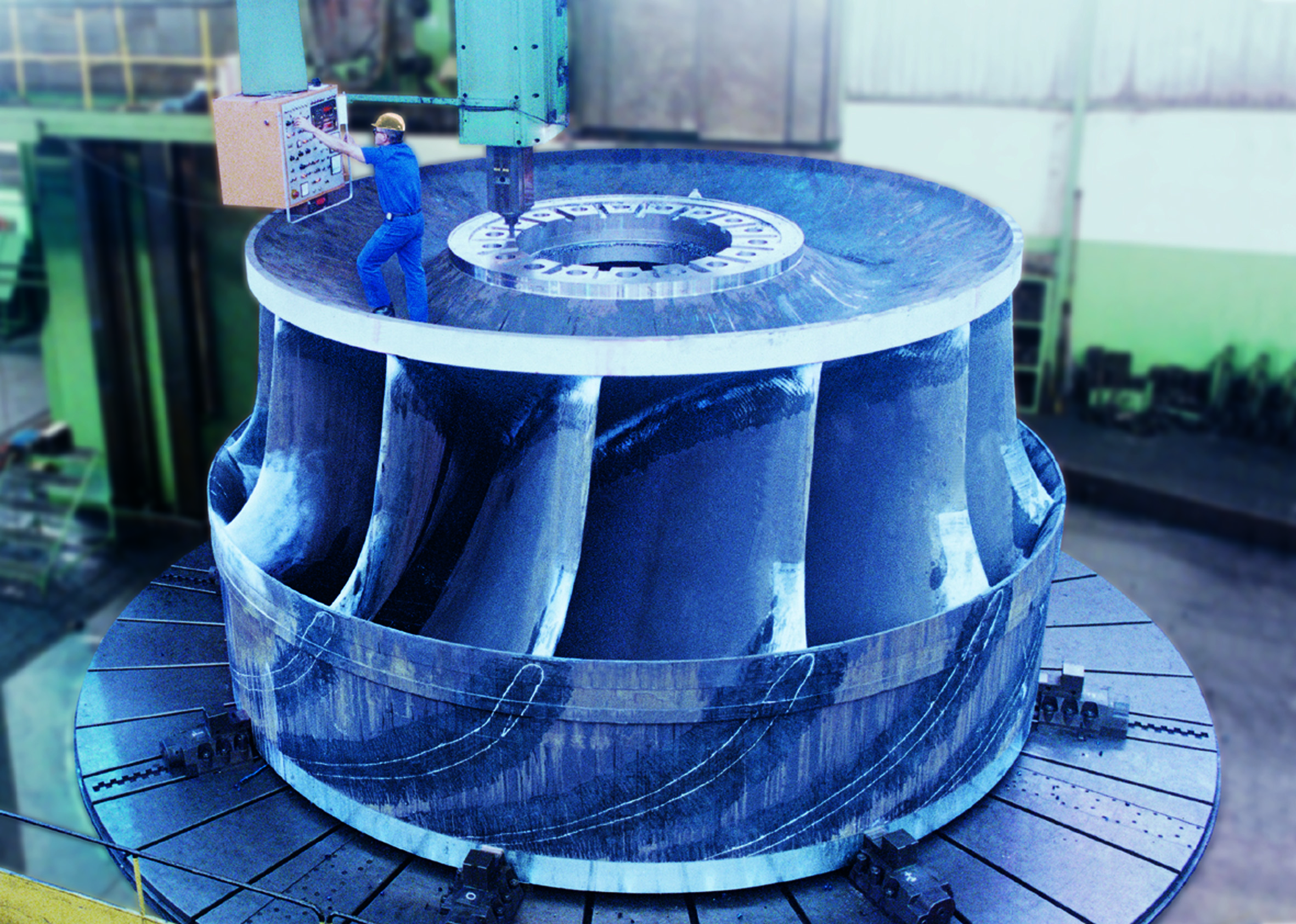
Vrtání oběžného kola Francisovy turbíny na karuselu

Karusel (z franc. caroussel, kolotoč) nebo vertikální soustruh je obráběcí stroj k soustružení velkých a spíše plochých obrobků. Obráběný kus je horizontálně (vodorovně) vyrovnán a upnut na upínací desku, která se otáčí kolem svislé osy (C). 

## Popis
Karusely se dělí na jednostojanové a dvoustojanové s příčníkem, který omezuje výšku obrobku. Základní parametry stroje  jsou: průměr upínacího stolu (desky), maximální výška od stolu po nožovou hlavu a maximální možná hmotnost obrobku. Běžné karusely v ČR mají upínací desku o průměru od 800 mm do 5000 mm. Rekordmanem v ČR je karusel ČKD BK vyrobený kvůli vodnímu dílu Dalešice (1970 -78), kde je deska o průměru 7992 mm. A jelikož je to karusel jednostojanový, lze při odjetí stojanu a naskládání náplatků na desku soustružit   průměr  až 16,5 m.

## Použití
Na karuselech se v dnešní době obvykle soustruží pouze v osách Z (vertikální osa) a X (horizontální osa). U stroje plně vybaveného CNC je k dispozici i osa C, užívaná pro frézování nebo vrtání, jelikož upínací deska se může v ose C otáčet o zadaný úhel v toleranci desetin úhlových minut. Co se přesnosti týče, dodržují se bez problému (samozřejmostí je přesné měření a zkušenosti) H tolerance dle ISO a v případě velmi přesných prací je možno soustružit průměr 2000 mm v toleranci ± 0,02 mm.